# Zora Neale Hurstonová
Zora Neale Hurstonová (asi 7. ledna 1891 Notasulga – 28. ledna 1960 Fort Pierce) byla americká černošská spisovatelka a antropoložka, významná představitelka hnutí Harlemská renesance. Ve svých čtyřech románech vylíčila rasové boje na americkém jihu na počátku 20. století, nejznámějším z nich je Their Eyes Were Watching God (1937). Napsala také více než 50 povídek, her a esejů.
Její dílo na dlouhá léta zapadlo, protože v okruhu harlemské renesance budilo rozpaky její užívání černošských dialektů, což mnozí černošští intelektuálové vnímali jako ponižující a nadbíhající bílým předsudkům. Nepopularita Hurstonové také souvisela s jejím politickým konzervatismem a sympatiemi ke konzervativním proudům v republikánské straně, což bylo v tehdejší černošské komunitě, a zejména v harlemském okruhu kolem levicového Langstona Hughese, dosti neobvyklé. Známý je například její názor, že New Deal učinil černošské obyvatelstvo nezdravě závislé na vládě a dal politikům příliš mnoho moci. Ohlas měla také její kritika komunistů, kteří se podle ní snaží zneužívat černochy pro své záměry. Odmítala rovněž hnutí za práva Afroameričanů, protože trvala na tom, aby se na každého člověka pohlíželo především jako na jedince (proto bývá také někdy řazena k libertariánství). Odmítala i rasově smíšené školy, neboť se domnívala, že segregované školství je pro černochy výhodnější. Někteří kritici upozornili také na její víru v eugeniku. Všechny tyto názory vedly k jejímu vyloučení z hlavního proudu černošské kultury. O docenění Hurstonové se až v 70. letech 20. století zasloužila zejména Alice Walkerová.
Jako antropoložka na sebe Hurstonová upozornila především výzkumem hoodoo, tedy systému magických praktik, jenž si Afroameričané a černí obyvatelé Karibiku přivezli z Afriky (výzkum prováděla zejména na Jamajce a Haiti). I tato práce se ovšem dočkala kritiky ze strany černošských aktivistů, kteří ji viděli jako "obžalobu afroamerické neznalosti a pověr" a vinili z udržování představy o "afroamerickém primitivismu". Byla také obviněna z nedostatečné vědeckosti svých studií. Antropologii studovala na Barnard College u Franze Boase.
Zemřela v ústraní a chudobě, pohřbena byla v neoznačeném hrobě, který až v roce 1972 identifikovala Alice Walkerová. V roce 1994 byla Hurstonová uvedena do Národní ženské síně slávy. V roce 2002 ji zařadil Molefi Kete Asante Hurston do své encyklopedie 100 největších Afroameričanů. V roce 2010 byla uvedena do síně slávy newyorských spisovatelů, roku 2015 do Síně slávy spisovatelů Alabamy.